# Anisorrhina manowensis
Anisorrhina manowensis är en skalbaggsart som beskrevs av Paul Norbert Schürhoff 1933. Anisorrhina manowensis ingår i släktet Anisorrhina och familjen Cetoniidae. Inga underarter finns listade i Catalogue of Life.